# Олексіївка (Бехтерська сільська громада)
Олексі́ївка —  село в Україні, у Бехтерській сільській громаді Скадовського району Херсонської області. Населення становить 1027 осіб.
Село засноване у 1840 році як маєток поміщика Карагодіна, який переселив кріпосних селян з Орловської губернії та Криму. 
24 лютого 2022 року село тимчасово окуповане російськими військами під час російсько-української війни.

## Храми
Свято-Троїцький храм УПЦ МП

## Населення
Згідно з переписом УРСР 1989 року чисельність наявного населення села становила 913 осіб, з яких 435 чоловіків та 478 жінок.
За переписом населення України 2001 року в селі мешкало 1018 осіб.

### Мова
Розподіл населення за рідною мовою за даними перепису 2001 року:
| Мова       | Відсоток |
| ---------- | -------- |
| українська | 92,31 %  |
| російська  | 6,23 %   |
| білоруська | 0,58 %   |
| вірменська | 0,49 %   |
| молдовська | 0,39 %   |